# العلاقات الأرجنتينية الفانواتية
العلاقات الأرجنتينية الفانواتية هي العلاقات الثنائية التي تجمع بين الأرجنتين وفانواتو.

## مقارنة بين البلدين
هذه مقارنة عامة ومرجعية للدولتين:
| وجه المقارنة                                              | الأرجنتين                                               | فانواتو                                  |
| --------------------------------------------------------- | ------------------------------------------------------- | ---------------------------------------- |
| المساحة (كم2)                                             | 2.78 مليون                                              | 12.19 ألف                                |
| عدد السكان (نسمة)                                         | 44.27 مليون                                             | 276.24 ألف                               |
| الكثافة السكانية (ن./كم²)                                 | 15.92                                                   | 22.66                                    |
| العاصمة                                                   | بوينس آيرس                                              | بورت فيلا                                |
| اللغة الرسمية                                             | اللغة الإسبانية                                         | اللغة البسلاما، لغة فرنسية، لغة إنجليزية |
| العملة                                                    | البيزو الأرجنتيني 1983 ‏، بيزو أرجنتيني، أسترال أرجنتيني | فاتو فانواتي                             |
| الناتج المحلي الإجمالي (بليون دولار)                      | 637.59 مليار                                            | 862.88 مليون                             |
| الناتج المحلي الإجمالي (تعادل القوة الشرائية) بليون دولار | 883.02 مليار                                            | 790.76 مليون                             |
| الناتج المحلي الإجمالي الاسمي للفرد دولار أمريكي          | 13.43 ألف                                               | 2.81 ألف                                 |
| الناتج المحلي الإجمالي للفرد دولار أمريكي                 |                                                         | 3.03 ألف                                 |
| مؤشر التنمية البشرية                                      | 0.827                                                   | 0.594                                    |
| رمز المكالمات الدولي                                      | +54                                                     | +678                                     |
| رمز الإنترنت                                              | .ar                                                     | .vu                                      |
| المنطقة الزمنية                                           | 00                                                      | ت ع م+11:00                              |

## منظمات دولية مشتركة
يشترك البلدان في عضوية مجموعة من المنظمات الدولية، منها:
| علم المنظمة | اسم المنظمة                        | تاريخ انضمام الأرجنتين | تاريخ انضمام فانواتو |
| ----------- | ---------------------------------- | ---------------------- | -------------------- |
|             | مؤسسة التنمية الدولية              | 3 أغسطس 1962           | 28 سبتمبر 1981       |
|             | منظمة التجارة العالمية             | ?                      | ?                    |
|             | المنظمة الهيدروغرافية الدولية      | ?                      | ?                    |
|             | مؤسسة التمويل الدولية              | 13 أكتوبر 1959         | 28 سبتمبر 1981       |
|             | منظمة حظر الأسلحة الكيميائية       | ?                      | ?                    |
|             | الأمم المتحدة                      | 24 أكتوبر 1945         | 15 سبتمبر 1981       |
|             | الاتحاد الدولي للاتصالات           | 1889                   | 30 مارس 1988         |
|             | البنك الدولي للإنشاء والتعمير      | 20 سبتمبر 1956         | 28 سبتمبر 1981       |
|             | الاتحاد البريدي العالمي            | ?                      | ?                    |
|             | وكالة ضمان الاستثمار متعدد الأطراف | 11 فبراير 1992         | 27 يوليو 1988        |
|             | يونسكو                             | 15 سبتمبر 1948         | 10 فبراير 1994       |

## وصلات خارجية
- موقع وزارة الخارجية الأرجنتينية